# Kinoproduction
Kinoproduction Oy llamada en 1977 Kinotuotanto Oy es una compañía de producción de películas finlandesa, que hoy en día es una de las empresas más antiguos de Finlandia en funcionamiento. Ha producido decenas de documentales, películas animadas y largometrajes. El fundador de la compañía, Claes Olsson, actúa como presidente de la compañía y director general, así como director y productor de cine.
Ha producido 18 largometrajes de cine y más de 30 documentales y cortometrajes. Películas de Kinoproduction han ganado varios premios en festivales nacionales e internacionales de cine, por ejemplo, el Oso de Cristal en el Festival Internacional de Cine de Berlín con la película "Elina" (2003, dirigida por Klaus Haro) y el Premio del Jurado en Cannes por la animación "Pizza Passionata" (2001, dirigida por Kari Juusonen).
Kinoproduction también ha coproducido bastante contenido de películas y documentales internacionales, como por ejemplo, la sueca “The Ketchup effect” (dirigida por Teresa Fabik en 2004), y la alemana “Trains 'n' Roses” (en alemán: Zugvögel - einmal nach Inari, 1998, dirigida por Peter Lichtefeld).
Kinoproduction también ofrece servicios locales para empresas de producción extranjeras, recientemente para la película francesa “L'affaire Farewell” (dirigida por Christian Carion y producida por Nord-Ouest Film Production), la cual fue filmada en Helsinki y posteriormente en la Laponia finlandesa a finales de 2008.

## Premios
- 2001: Pizza Passionata - Premio del Jurado en el Festival de Cannes
- 2003: Elina - Oso de Cristal en el Festival Internacional de Cine de Berlín

## Producción
- 1987 Elvis kissan jäljillä
- 1993 Akvaariorakkaus
- 1994 Kissan kuolema
- 1995 Kummeli Stories
- 1996 Rikos & Rakkaus
- 1997 Lunastus
- 1998 Ihanat naiset rannalla
- 2001 Leijat Helsingin yllä
- 2002 Kahlekuningas
- 2003 Näkymätön Elina
- 2003 Raid
- 2004 The Kin
- 2005 Onnen varjot
- 2006 Suden arvoitus
- 2007 Colorado Avenue
- 2012 Taistelu Näsilinnasta 1918
- 2015 Me Rosvolat